# Synagoga Mendela Grincwejga w Łodzi
Synagoga Mendela Grincwejga w Łodzi – prywatny dom modlitwy znajdujący się w Łodzi przy ulicy Jakuba 10.
Synagoga została zbudowana w 1899 roku z inicjatywy Mendela Grincwejga. Podczas II wojny światowej hitlerowcy zdewastowali synagogę.